# Tartan (beläggning)

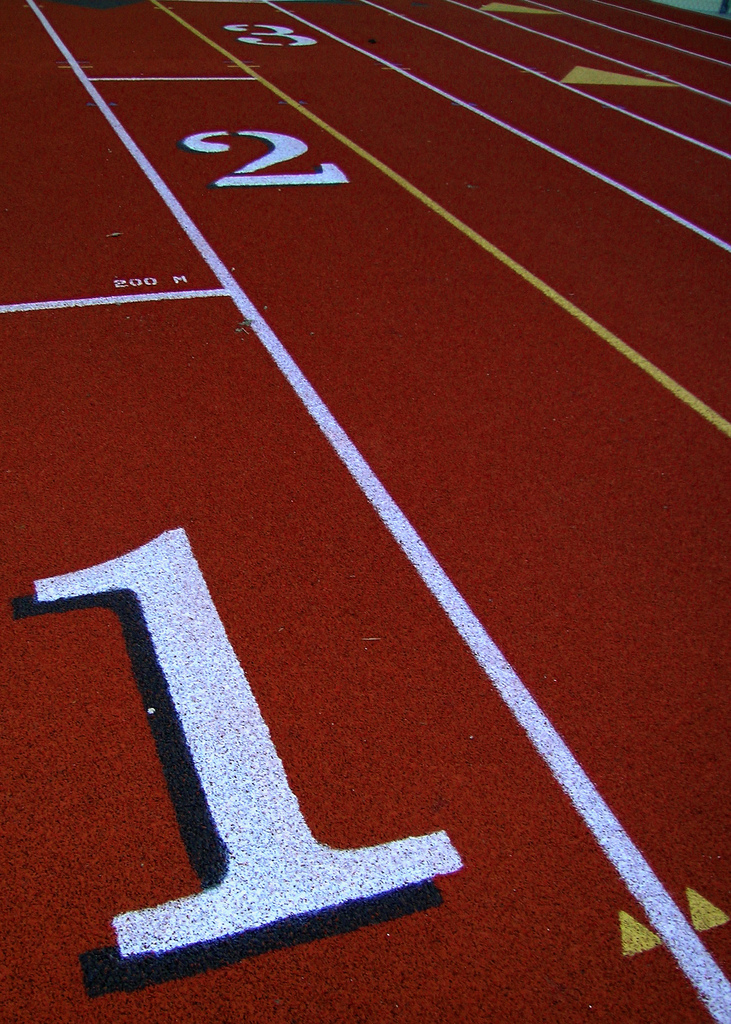
Löparbana med tartanbeläggning.

Tartan är en gummibaserad beläggning som används på löpar- och ansatsbanor för friidrott. Första gången materialet användes vid OS var 1968 i Mexico City, där det ersatte det traditionella banunderlaget av kolstybb.
Materialet utvecklades under 1960-talet av 3M (Minnesota Mining and Manufacturing). Företaget var även känt för sin Scotch-tejp, vars skotska namnkoppling bidrog till namngivningen av banbeläggningen (efter tartan).
Första tartanbanan i Sverige anlades 1972 på Stockholms stadion.